# Мальчевський район
Мальчевський район — адміністративно-територіальна одиниця на території й у складі Ростовської області РРФСР з 1934 по 1965 роки.

## Історія
Мальчевський район частково утворено з Мальчевсько-Полненського району, що було скасовано 1933 року. У 1934—1937 роках район входив до складу  Північнодонського округу у складі Азово-Чорноморського краю.
13 вересня 1937 року Мальчевський район (з центром в станиці Мальчевська) увійшов до складу Ростовської області.
Указом Президії Верховної Ради СРСР від 6 січня 1954 року з Ростовської області була виділена Кам'янська область (з центром у м. Кам'янськ-Шахтинський). Територія Мальчевського району увійшла до складу Кам'янської області.
Згідно з Указом Президії Верховної Ради РРФСР від 19 листопада 1957 року Кам'янська область скасовується. Мальчевський район повертається до складу Ростовської області.
12 січня 1965 року Мальчевський район було скасовано. Його територія увійшла до складу Міллеровського району Ростовської області.